# Cotyledon orbiculata
Cotyledon orbiculata ist eine Pflanzenart der Gattung Cotyledon in der Familie der Dickblattgewächse (Crassulaceae). Das Artepitheton orbiculata stammt aus dem Lateinischen, bedeutet ‚kugelförmig‘ und verweist auf die bei einigen Formen auftretende Blattform. Der Trivialname in Afrikaans ist "Plakkie" und bedeutet klebend. 

## Beschreibung
Cotyledon orbiculata wächst aufrecht bis niederliegend und erreicht eine Höhe von bis zu 100 Zentimetern. Die in Farbe, Form und Behaarung extrem variablen Laubblätter sind in der Regel kahl und verkehrt eiförmig, aber auch länglich-stielrund, kreisrund, verkehrt lanzettlich und behaart. Sie werden bis 10,5 Zentimeter lang und bis 5 Zentimeter breit. Der Blattrand ist oft rötlich und gewellt. Die Blattbasis ist keilförmig und die Spitze mit aufgesetzten Spitzchen versehen. 
Der Blütenstand wird 45 Zentimeter hoch. Die röhrige Blütenkrone besitzt keine Ausbauchungen und wird 20 Millimeter lang und bis 9 Millimeter im Durchmesser. Die zurückgebogenen Kronzipfel sind orange, rot oder gelb und werden 12 Millimeter lang. Die Staubblätter ragen 2 bis 3 Millimeter heraus. Die gelben Staubbeutel sind länglich und werden 1,75 Millimeter im Durchmesser. Die leicht quer länglichen Nektarschüppchen sind stumpf und gelblich grün und werden 1,5 × 2 Millimeter groß.

## Verbreitung und Systematik
Cotyledon orbiculata ist im südlichen Angola, in Namibia und in Südafrika im Fynbos, in der Sukkulenten-Karoo, auf Grasland und im Bushveld meist auf Felsen verbreitet.
Die Erstbeschreibung durch Carl von Linné wurde 1753 in Species Plantarum veröffentlicht.
Es existieren zahlreiche Synonyme.
Es werden folgende Varietäten unterschieden:
- Cotyledon orbiculata var. dactylopsis Toelken: Vorkommen in Südafrika in den Provinzen Nordkap und Freistaat, auf Doleritfelsen im Grasland; unterscheidet sich zur Stammart durch kurz glockige, gelbe Blüten mit feinen roten Linien, die Pflanzen wachsen niederliegend bis aufrecht und werden etwa 15 Zentimeter hoch. Die grauen Triebe erreichen 15 Millimeter im Durchmesser. Die gedrängt stehenden Blätter sind graugrün. Die Blattspreite ist linealisch-lanzettlich und stielrund bis wenig abgeflacht geformt. Sie wird 13 Zentimeter lang und 1,3 Zentimeter breit. An der Spitze ist sie zugespitzt und besitzt ein rotes aufgesetztes Spitzchen. Der Blütenstand wird bis 28 Zentimeter hoch und die Blütenstiele werden bis 15 Millimeter lang. Die Blütenkrone hat an der Basis einen Durchmesser von 7 Millimeter und wird 10 Millimeter lang. Die zurückgebogenen Kronzipfel sind etwa 10 Millimeter lang. Die etwas verjüngten Nektarschüppchen werden 1,5 Millimeter lang und breit.
- Cotyledon orbiculata var. flanaganii (Schönland & Baker) Toelken
- Cotyledon orbiculata var. oblonga (Haw.) DC.
- Cotyledon orbiculata var. orbiculata
- Cotyledon orbiculata var. spuria (L.) Toelken

## Verwendung
Die Pflanzen werden zur Behandlung von Warzen eingesetzt.

## Nachweise